# 共政會

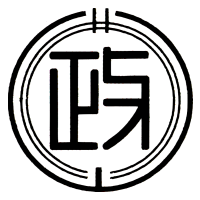
共政會的代紋

六代目共政會（六代目共政会），本部設立於廣島市南區大河町18-10，日本的指定暴力團（黑社會組織）。活動地域主要在廣島市與廣島縣吳市。組織正式成員在2022年12月時有120人、勢力範圍：1縣。以前是日本中國地區反山口組的主要勢力，不過最近與山口組旗下山健組有親近的關係。

## 略史
三代目山口組與本多會的代理戰爭·第二次廣島抗爭休止一段時間後，1964年5月，以有「吳的賭徒」之稱的山村組組長·山村辰雄為中心，由山村組、村上組、山口（英）組等廣島的三個組織一起組成「政治結社共政會」。6月進行結成式的時候更有另外四個組織加入，總共七個組織約600人。會長為山村辰雄，副會長為村上組組長·村上正明，理事長為山村組若頭·服部武，幹事長為山口（英）組組長·山口英弘。
1986年3月，三代會長·山田 久與俠道會會長·森田幸吉、波谷組組長·波谷守之、親和會會長·細谷勝彥等一共四人結交兄弟盃，也因此強化共政會在西日本的友好關係。1987年11月山田 久突然猝死，未指定繼承人的情況下，在1990年1月時，旗下的島上組、稻田組系與右翼團體（維新天誅組）的組織成員爆發射殺五代目山口組舍弟·石間春夫（初代誠友會總長）的事件，此事件甚至擴展到與山口組開戰的局面。副會長片山 薰（片山組組長）與擔任相談役的門 廣（小原一家總長）更從廣島到神戶與山口組訪談。而理事長·沖本 勳也趁這事件的契機與山口組三代目山健組組長·桑田兼吉結交兄弟盃，構築了與山健組的友好關係。
1990年9月，沖本 勳就任四代會長，副會長為片山 薰，也兼任理事長一職（後來理事長由守屋 輯擔任）。1992年7月，廣島縣公安委員會將共政會列為指定暴力團。1996年2月，沖本 勳與三代目山健組組長·桑田兼吉以及四代目會津小鐵會若頭·圖越利次（後為五代目會津小鐵會會長）三人再次結交兄弟盃，更加推進了這層友好關係。
2003年8月，沖本 勳病逝，翌年2004年4月由當時的副會長·守屋 輯就任五會長，並請五代目山口組組長·渡邊芳則做為新會長的後見人（監護人），這更確認了共政會與山口組的友好。

## 歷代會長
- 初代（1964年5月～1965年6月）：山村辰雄
- 2代目（1965年11月～1970年11月）：服部 武
- 3代目（1970年11月～1987年11月）：山田 久
- 4代目（1990年9月～2003年8月）：沖本 勳
- 5代目（2004年4月～2018年）：守屋 輯
- 6代目（2018年～）：荒瀬進

## 最高幹部
- 總裁・守屋 輯
- 會長・荒瀬進
- 理事長・薮内賢治（五代目美能組組長）
- 総本部長・大上博司（二代目片山組組長）
- 理事長代行・細石保美（六代目小原組組長）
- 理事長補佐・迫田一臣（二代目今田組組長）
- 理事長補佐・前崎修（前崎組組長）
- 理事長補佐・増宮司（三代目流川組組長）
- 理事長補佐・堂河内良ニ（二代目高塚組組長）
- 理事長補佐・金村稔（金村組組長）
- 理事長補佐・上田孝司（上田組組長）
- 組織委員長・和田努（二代目和田組組長）
- 渉外委員長・新谷義行（二代目伊藤組組長）
- 執行委員長・池田輝光（池田組組長）

| 會社名           | 郵便番號       | 本部住所                                       |
| ---------------- | -------------- | ---------------------------------------------- |
| 二代目中國高木會 | 番號〒731-0113 | 廣島縣廣島市安佐南區西原4-35-5                 |
| 有木組           | 〒732-0803     | 廣島縣廣島市南區蟹屋1丁目5-5                   |
| 石井組           | 〒734-0024     | 廣島縣廣島市南區仁保新町2丁目6-5               |
| 尾崎組           | 〒730-0027     | 廣島縣廣島市中區藥研堀8-11 藥研堀ビル301号     |
| 藤田組           | 〒730-0024     | 廣島縣廣島市中區西平塚町4-7                    |
| 藤田（燿）組     | 〒730-0029     | 廣島縣廣島市中區三川町9-4号 ダイワビル7F       |
| 吉岡組           | 〒730-0028     | 廣島縣廣島市中區流川町8-6 空本大廈2Ｆ          |
| 二代目沖本組     | 〒730-0024     | 廣島縣廣島市中區西平塚町3-14綜合ビル           |
| 荒岡組           | 〒737-0051     | 廣島縣吳市中央5丁目9-18                        |
| 木多組           | 〒737-0045     | 廣島縣吳市本通3丁目1-12                        |
| 播真組           | 〒730-0043     | 廣島縣廣島市中區富士見町16-37                  |
| 沖田組           | 〒730-0027     | 廣島縣廣島市中區田中町5-7 平和大通501号        |
| 島本組           | 〒730-0813     | 廣島縣廣島市中區住吉町8-3 上村ビル404号        |
| 平野組           | 〒730-0028     | 廣島縣廣島市中區流川町8-6 空本ビル2Ｆ          |
| 下手組           | 〒730-0029     | 廣島縣廣島市中區三川町9-1 ハタビル201号        |
| 三浦組           | 〒731-0102     | 廣島縣廣島市安佐南區川内6丁目40-2              |
| 酒井組           | 〒730-0024     | 廣島縣廣島市中區西平塚町4-26 サンライズ平塚2階 |
| 六代目小原組     | 〒737-0114     | 廣島縣吳市廣文化町13-6                         |
| 二代目高塚組     | 〒732-0803     | 廣島縣廣島市南區蟹屋1丁目5-5                   |
| 中尾組           | 〒733-0804     | 廣島縣廣島市西區山手町                         |
| 二代目伊藤組     | 〒732-0822     | 廣島縣廣島市南區松原町6-5 さえきビル2階        |
| 平内組           | 〒737-0045     | 廣島縣吳市本通3丁目1-12                        |
| 二代目今田組     | 〒730-0028     | 廣島縣廣島市中區流川2-11共栄ビル1Ｆ            |
| 三代目美能組     | 〒737-0056     | 廣島縣吳市朝日町12-11                          |
| 金川組           | 〒730-0044     | 廣島縣廣島市中區寶町2-28第二佃ビル2F           |